# ويليام إتش ويلكوكس
ويليام إتش ويلكوكس (بالإنجليزية: William H. Willcox)‏ هو مهندس معماري أمريكي، ولد في 26 مايو 1832 في بروكلين في الولايات المتحدة، وتوفي في 1 فبراير 1929 في يوونتفيل في الولايات المتحدة.